# جينيفر جونز (راقصة)
جينيفر جونز (بالإنجليزية: Jennifer Jones)‏ هي راقصة أمريكية، ولدت في 1 أغسطس 1967 في نيوآرك في الولايات المتحدة.